# Абу Байхас
Абу́ Ба́йхас Ха́йсам ибн Джа́бир (араб. أبو بيهس هيصم بن جابر‎, ум. в 713 в Медине) — исламский религиозный деятель, эпоним секты байхаситов.
Абу Байхас был выходцем из племени Бану Саад ибн Дубай’а ибн Кайс ибн Са’лаба. Он обвинил в неверии Ибрахима и Маймуна ибн Халида (маймуниты) из-за их спора в вопросе о продаже невольниц неверующим-кафирам. Он также считал неверующими вакифитов из-за того, что те не делали такфир тому мусульманину, который впал в грех не зная о греховности совершённого поступка. Абу Байхас говорил: «Он обязан был знать это! Вера есть знание всего истинного и ложного. Вера — знание в сердце, а не слова и дела». С его слов передают: «Вера — это признание обязательности и знание, это не одно из этих двух дел, исключая другое».
Во времена правления халифа аль-Валида I преследовался аль-Хаджжаджом ибн Юсуфом, и был вынужден скрываться в Медине, но вскоре был схвачен наместником Медины Усманом ибн Хаййаном аль-Мазини, который посадил его в темницу, где навещал каждую ночь и вёл беседы. Последним желанием Абу Байхаса было, чтобы его маленькую дочку в Медине вернули семье. По приказу аль-Валида Абу Байхасу отрубили руки и ноги, а затем убили.

…Приказ аль-Валида (ибн Абдул-Малика) был исполнен и когда ему отрубали руки и ноги, возле него прошёл один мужчина и обругал его, и он (Абу Байхас) сказал ему: «Если ты араб, тот ты из (племени) Хузайл, ибо они самые дурные нравом люди, а если неараб, то ты бербер». Также возле него прошёл Абдуллах ибн Амр ибн Усман ибн Аффан и сказал: «Терпи, Абу Байхас!».
Оригинальный текст (ар.)
وأنفذ فيه أمر الوليد ، فمر به رجل حين قطعوا يديه ورجليه فشتمه ، فقال له أبو بيهس : إن كنت عربيا فإنك من هذيل ، فإنهم أسوأ قوم أخلاقا ، وإن كنت من العجم فإنك بربري.

ومر به عبد الله بن عمرو بن عثمان بن عفان ، فقال : اصبر أبا بيهس.
— аль-Балазури Ансаб аль-ашраф